# What we ask is where we begin
What we ask is where we begin -  The Songs for days sessions is een studioalbum van Sanguine Hum.
Joff Winks en Matt Baber zochten na hun escapades in Antique Seeking Nuns nieuwe inspiratie. Zij wilden een andere weg inslaan, meer richting Steely Dan. Ze begonnen in 2006 daarop in de geluidsstudio aan het album Songs for days. Bassist Brad Waissman en drummer Paul Mallyon werden aangetrokken om het album op te nemen. Aan het eind van het jaar wilde de band, dan onder de naam Joff Winks Band het album uitgeven, maar niemand leek geïnteresseerd. De enige mogelijkheid was een toen primitief downloadalbum uit te geven, die de band nauwelijks bekendheid zou geven. Een aantal jaren later had Sanguine Hum binnen de progressieve rock meer succes en kregen een platencontract bij Esoteric Recordings gespecialiseerd in die stroming. Deze was na een aantal succesvolle albums binnen de niche alsnog bereid het album op de markt te brengen. Het verscheen als dubbelalbum met op de tweede compact disc onuitgegeven nummers dan wel remixen van hun muziek.
Het eerste echte album zou nog jaren op zich laten wachten, Diving bell kwam pas in 2010 op de markt. Het album werd uitgebracht in de periode rond tweeluik Now we have light en Now we have power.

## Musici
- Joff Winks – zang, gitaar, harmonium, percussie, aanvullende toetsinstrumenten
- Matt Baber – toetsinstrumenten, percussie, drumstel, geluidseffecten
- Brad Waissman – basgitaar, contrabas, achtergrondzang
- Paul Mallyon – drumstel, percussie, achtergrondzang

## Muziek
Alle muziek en teksten van Winks en Baber, behalve Here at the western world van Donald Fagen en Walter Becker, de twee kernmuzikanten van Steely Dan.

| Nr. | Titel                   | Duur  |
| --- | ----------------------- | ----- |
| 1.  | Bookend                 | 0:48  |
| 2.  | Revisited song          | 4:00  |
| 3.  | Before we bow down      | 4:43  |
| 4.  | Cast adrift             | 3:17  |
| 5.  | Juniper                 | 7:28  |
| 6.  | Interlude one           | 1:41  |
| 7.  | Little machines         | 4:11  |
| 8.  | Milo                    | 5:17  |
| 9.  | It grows in me garden   | 3:59  |
| 10. | Interlude two           | 1:15  |
| 11. | Someone else’s words    | 3:52  |
| 12. | Hedonic treadmill       | 4:05  |
| 13. | Ace train               | 7:42  |
| 14. | Revisited song revisted | 2:38  |
| 15. | Morning sun             | 13:04 |

| Nr. | Titel                                                    | Duur |
| --- | -------------------------------------------------------- | ---- |
| 1.  | New streets (remix uit 2015)                             | 4:17 |
| 2.  | Share my blues (remix uit 2015)                          | 4:12 |
| 3.  | Nothing left to prove (remix uit 2015)                   | 4:53 |
| 4.  | Apple pie (niet eerder uitgebracht werk)                 | 2:41 |
| 5.  | Cartoon friends (niet eerder uitgebracht werk)           | 3:56 |
| 6.  | Bastard stretch (niet eerder uitgebracht werk)           | 3:50 |
| 7.  | Double (niet eerder uitgebracht werk)                    | 5:18 |
| 8.  | Dressed up in rags (niet eerder uitgebracht werk)        | 4:48 |
| 9.  | Quartet (niet eerder uitgebracht werk)                   | 3:29 |
| 10. | To them only (niet eerder uitgebracht werk)              | 4:35 |
| 11. | Here at the western world (niet eerder uitgebracht werk) | 3:50 |
| 12. | Perc tune (alternatieve opname)                          | 4:41 |
| 13. | Melted cheese (alternatieve opname)                      | 3:00 |
| 14. | Revisited song revisited (again) (alternatieve opname)   | 2:53 |
| 15. | Morning sun (eerste opname)                              | 4:44 |
| 16. | Bookends (alternatieve opname)                           | 4:34 |